# Église Sainte-Solange de Sainte-Solange
L'église Sainte-Solange est une église catholique située sur la commune de Sainte-Solange, dans le département du Cher, en France.

## Historique
Cette église date du XIIe siècle. Elle est restaurée vers 1600, puis remaniée au XVIIIe siècle.
Le clocher de l'édifice est classé au titre des monuments historiques par arrêté du 22 octobre 1913.
Le clocher est touché par la foudre en 2019, ce qui endommage la flèche. Des travaux sont votés en 2021 par la municipalité pour le remettre en état. Les cloches, du XIXe siècle, sont classées au titre des monuments historiques la même année.